# 12225 Yanfernández
12225 Yanfernández eller 1985 PQ är en asteroid i huvudbältet som upptäcktes den 14 augusti 1985 av den amerikanske astronomen Edward L.G. Bowell vid Anderson Mesa Station. Den är uppkallad efter astronomen Yanga R. Fernández.
Asteroiden har en diameter på ungefär 4 kilometer.